# Reis korikain de Lorí
Els reis Korikian de Lorí (o reis korikian de Lorí) foren una dinastia de reis armenis de la família dels bagràtides, que van regnar al Taixir amb seu principal a Lorí, amb títol reial del 982 fins vers el 1280.
El rei Asoci III el Misericordiós va repartir els feus entre els seus fills: Simbaci II el Cosmocràtor, rei principal a Aní, que no va deixar fills, fou succeït pel seu germà Gaguik I d'Armènia. El tercer germà Gurguèn havia rebut vers el 972 el feu del Taixir (incloent el Tzoroget, el país dels Sevordiq, els districtes de Kaien, Kaidzon, Khorkhorunik i Bazkert, territoris anomenats pels georgians Somkhètia):
Vers el 982 Gurguèn va prendre el títol reial (Thagavor = rei) sense que Simbaci II pogués evitar-ho. Aquesta dinastia (reis korikain de Lorí i també anomenats reis dels Aluanq o Aghuans i reis de Tzoroget) va durar del 982 fins passada la meitat del segle xiii.
Gurguèn (Ciríac I) va morir vers el 989 i el va succeir el seu fill David Anholin (989-1048). A David el va succeir el seu fill Gurguèn II conegut També com a Ciríac II (1048-1089) i a aquest el seu fill David II (1089-1145). El país, vassall dels seljúcides des del 1065, fou ocupat pels seljúcides el 1118. David II es va establir a Berd, a la regió de Tavush i va portar el títol musulmà de Malik (rei) fins a la seva mort el 1145. Allí van fundar el monestir de Nou Varak, centre espiritual del regne.
Els Zakaria, una família georgiana emparentada als Arzerunis de Matznaberd i Haghbat ocupaven importants llocs a la cort de Geòrgia i Sargis Zakaria (el gran) i els seus fills Zakaries i Ivan foren comandants en cap de Geòrgia i gran visirs. Van expulsar els seljúcides de molts llocs i entre ells de l'antic regne dels Kurikian: Kayan (Dzorapor), Kaytson, Tavush, la fortalesa de Gaga, Matsnaberd (Matznaberd) i Mahkanaberd i de fet es van crear un principat independent fins que el 1236 els mongols van conquerir el principat i els territoris de l'entorn que fou inclòs en el vilayat de Gurjistan a la província d'Atrpatakan. El cens del 1254 va suposar un increment dels impostos que va liquidar la noblesa armènia i la població armènia de la regió va disminuir, i fins i tot algunes ciutats es van despoblar. Els prínceps Kurikian van perdre tota importància per esdevenir caps locals d'una regió empobrida i els seus noms desapareixen.
Una família vassalla que havia conservat des de vers després del 1200 el control de la regió de Kiranots al districte de Manatzbert, els Kherumian, van començar a recuperar-se vers el 1500 i van eixamplar els seus dominis però al segle xviii noves invasions (des del Dagestan el kan Ibrahim de Shushi) i guerres van tornar a arruïnar la regió. Finalment a finals del segle una campanya militar d'Agha Muhammad de Pèrsia va empobrir del tor a la població armènia. Els Maliks que restaven, a la regió del Artsakh (Karabagh) van demanar ajut a Rússia. El 9 de març de 1798 els maliks Junshud i Fridon va formalitzar la petició d'ajut al tsar Pau I, o bé el permís per instal·lar-se a territori rus. El 29 de juny de 1799 el tsar va donar el permís per establir-se al Gugarq, despoblat en el segle anterior, i ara sota control de Rússia; en els mesos següents els armenis de Taixir i Artsakh s'hi van establir en gran nombre.

## llista de reis i maliks
- Gurguèn I 982-989
- David Anholin (David I) 989-1048 (fil)
- Gurguèn II (Ciríac II) 1048-1089 (fill)
- David II 1089-1145 (fill)
- Gurguèn III (Ciríac III) 1145-1185 (fill)
- Abàs (Lorí) 1185-1192 (germà)
- Axsatan I 1192-1215 (fill)
- Gurguèn IV (1215-1258) (fill)
- Pahlavan 1258-1260 (nebot)
- Tagiatin vers 1260
- Axsatan II vers 1260-1280
- als mongols Il-kan